# Riñihuazo

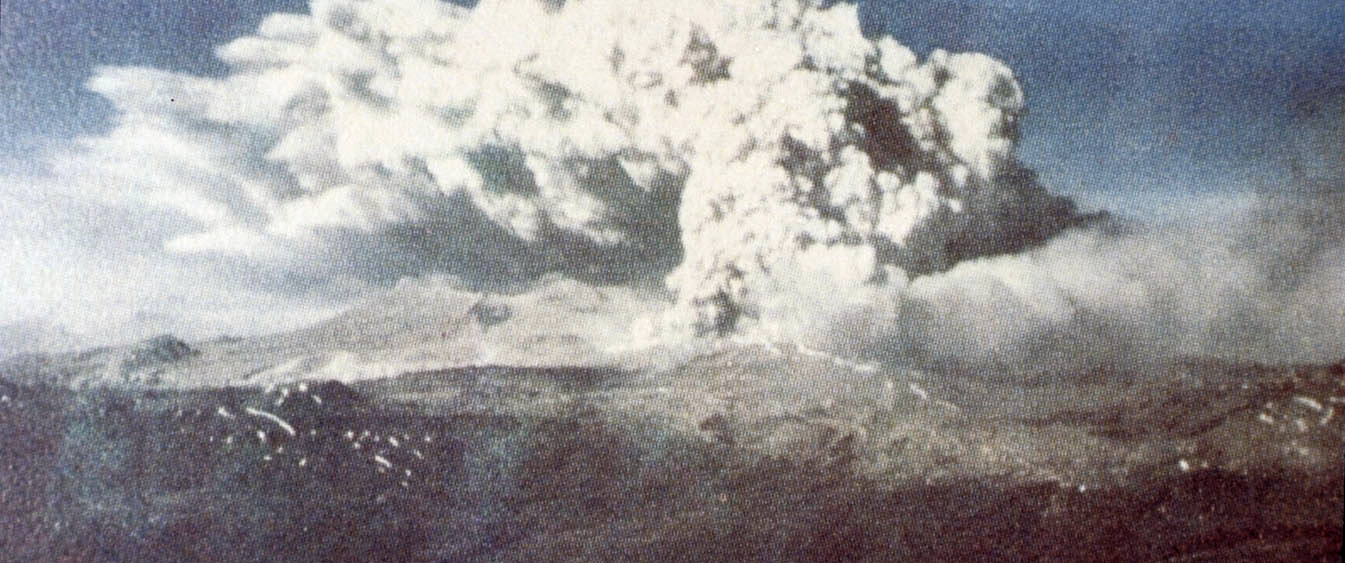
Dos días después del terremoto, el volcán Puyehue, a 200 km del epicentro, hizo erupción.

El Riñihuazo es el nombre dado al bloqueo del río San Pedro que provocó un aumento de volumen en el lago Riñihue tras el terremoto de Valdivia de 1960.

## Descripción
Mientras la noticia del terremoto más fuerte registrado en la historia recorría el mundo, y tanto reporteros internacionales, políticos y militares se dirigían a las ciudades afectadas, una posible catástrofe aún mayor era analizada por organismos gubernamentales. Debido al terremoto, diversos cerros se habían derrumbado, bloqueando el desagüe del lago Riñihue (39°46′43″S 72°27′03″O / -39.77861, -72.45083). 

Diagrama unifilar de la cuenca del río Valdivia. El lago Riñihue es el último lago del sistema

El Riñihue es el último de los Siete Lagos, una serie de lagos interconectados, y desagua por el río San Pedro que recorre diversas localidades hasta llegar a Valdivia antes de desembocar en el océano Pacífico. 

Cuando la pavorosa pesadilla del terremoto haya pasado, se escribirá la epopeya del Riñihue: lo que hizo el hombre, ayudado por la máquina y por la técnica, para impedir la destrucción de una zona de cien mil habitantes, por la acción de las aguas de un lago, que quedaron aprisionadas y que quisieron recuperar su libertad con furia y fuerza homicida y devastadora.
Luis Hernández Parker

Ya se conocían antecedentes del tipo de desastre que se podía producir; está descrito que en el terremoto del 16 de diciembre de 1575, en el que la «fuerza del sismo fue tan grande que un derrumbe cerró el desaguadero del lago Riñihue, dique que cedió en abril del año siguiente, inundando en forma desastroza una extensa región».
Al bloquearse el río San Pedro, el nivel de las aguas comenzó a crecer rápidamente, formando un lago de terremoto. Cuando el lago rebasare, al superar el tercer y último tapón de 24 m de altura, tendría más de 4 800 millones de metros cúbicos que bajarían por el río San Pedro con un caudal de más de 3000 m³/s (durante sus crecidas, el San Pedro no superaba los 400 m³/s), destruyendo todos los pueblos en su ribera en menos de 5 horas. Dicho caudal podría haber aumentado a cifras incalculables en caso de que el tapón formado hubiese colapsado.
Para evitar la destrucción definitiva de Valdivia y Corral, diversos batallones del Ejército de Chile y cientos de obreros y constructores de ENDESA Chile, CORFO y el Ministerio de Obras Públicas participaron en la tarea de controlar el vaciado del lago de tal forma que su cauce no arrasara con lo que quedaba de aquellas ciudades. Para esto, 27 bulldozers trabajaron en bajar el nivel del tapón de 24 a 15 m para que el lago comenzara a vaciar lentamente 3 000 millones de m³, mientras otros detenían el flujo de los ríos que conectan el Riñihue con los lagos Panguipulli, Calafquén, Neltume y Pirihueico. Posteriormente se unieron otros empleados y trabajadores públicos y privados, estudiantes y voluntarios, a medida que «se fabricaba» por completo un nuevo cauce al cual vaciar las aguas una vez derribado el obstáculo.
Dos meses de invierno se consumen en la tarea. Las lluvias, al principio débiles, caen convirtiendo en lodazales los terrenos donde trabajan las maquinarias: Esto las neutraliza, dado que se consume demasiado tiempo en limpiarlas y mantenerlas. Se decide trabajar al pico y la pala, pero no se detienen las faenas ni se desmaya en su objetivo. Cientos de voluntarios acuden a trabajar. Lentamente, la planificación da sus frutos y la ingeniería chilena se anota un sonado triunfo —acaso el más brillante y es de hacer notar que el entonces presidente de la República era ingeniero civil— puesto que la excelencia de los cálculos y las faenas realizadas logran el prodigio, pues se ha completado el nuevo cauce para el río San Pedro y están listos los preparativos para la voladura del tapón principal.
El 24 de julio de 1960 se produjo la voladura, cuidadosamente calculada, y tras agotadoras jornadas de trabajo, el lago comenzó lentamente a vaciarse desvaneciendo el potencial peligro a los 100 000 habitantes que vivían en la zona afectada. Los trabajos, liderados por el ingeniero Raúl Sáez, acabaron solamente dos meses después del inicio de las maniobras, pero el nivel de las aguas, si bien provocó una inundación, nunca llegó a poner en peligro a la población ni a sus ya maltrechas propiedades
Todos estos eventos fueron calificados como la «Hazaña» o «Epopeya del Riñihue», producto de la gravedad de la situación y la forma en que se desarrolló la respuesta por parte de los integrantes de los organismos del Estado chileno, las empresas privadas y públicas, el Ejército y miles de voluntarios que colaboraron directa e indirectamente en la faena.

## Reconocimientos
- Todos estos hechos quedaron registrados en un documental La Respuesta (Hazaña del Riñihue), realizado por el historiador chileno-español Leopoldo Castedo, en el que se narra la respuesta para desactivar el potencial destructivo de la naturaleza.[4][5]

- En el año 2018 se editó el libro "Riñihuazo, memorias de un desastre". El trabajo reúne una investigación en terreno, elaborada por un equipo interdisciplinario de jóvenes investigadores, que recopilaron antecedentes y testimonios inéditos de este acontecimiento. La obra fue escrita por Vicente Haefele, Hector Olivares, Carla Contreras, Nicolás Herrera y Camila Flores, en una edición de Katherine Correa y Juan Muñoz, bellamente ilustrado por Melissa Denis. [6]

- El 15 de diciembre del año 2021 se aprueba el proyecto de ley que tiene como objetivo autorizar la construcción de monumentos, memoriales y/o museos en memoria de los Héroes del Riñihue, como una forma de reconocimiento a todos quienes fueron parte de esa inigualable hazaña que concitó la admiración nacional e internacional.[7]

- "El Riñihuazo: Una Epopeya a Punta’e Pala y Corazón" es una obra de teatro del 2023, que rinde homenaje a los paleros. Creada y escrita por Felipe Castro, El Riñihuazo es una obra multidisciplinar que une teatro y música.[8]

- Monumento escultórico ubicado en el Balneario Municipal de Riñihue, a orillas del lago Riñihue.[9] La escultura en madera fue realizada por el escultor Omardo Rivas González, e inaugurada el 23 de julio del 2023.[10]

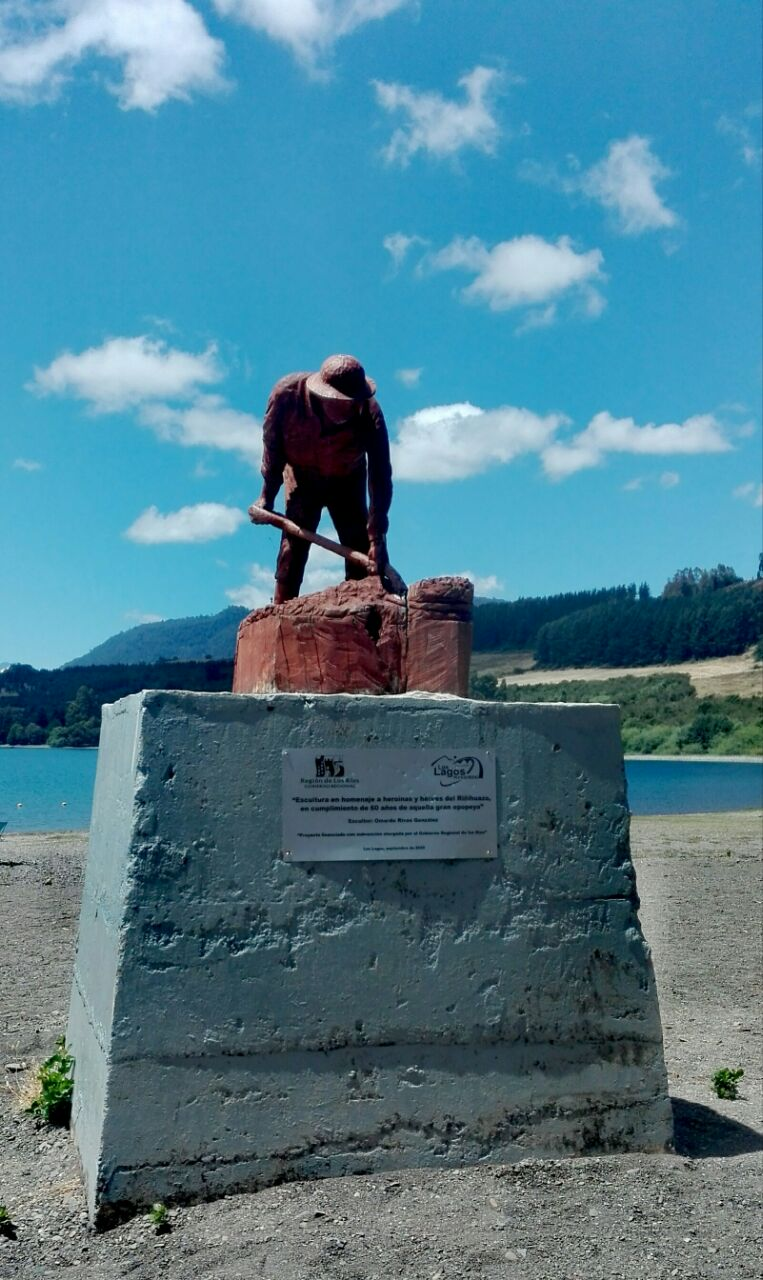
Monumento a los Paleros del Riñihuazo.
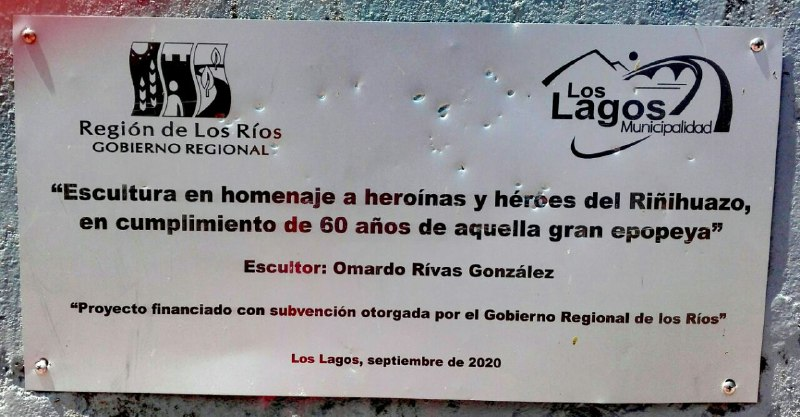
Placa en monumento a los Paleros del Riñihuazo.